# 가루 (고구려)
가루(可婁, ?~?)는 고구려의 귀족 출신의 고구려 부흥운동가이다.

## 생애
상부(上部) 출신의 고구려 귀족으로 고구려에서 대상(大相)직을 역임하다 668년, 고구려 멸망 후 고구려 부흥운동에 참여했다.  671년에는 보덕국의 사신으로 일본에 파견되었다.